# Janenschia
Janenschia (podle paleontologa Wernera Janensche) byl rod velkého sauropodního dinosaura, žijícího v období pozdní jury (asi před 155 až 150 miliony let) na území východní Afriky (současné Tanzanie).

## Historie a význam
Fosilie tohoto a dalších dinosaurů, objevených na lokalitě Tendaguru, byly dobře známé domorodým obyvatelům této oblasti již dlouho před příchodem evropských vědců. Jedná se zřejmě o nejstaršího dnes známého titanosaura. Původně byl považován za druh rodu Tornieria (Barosaurus) (jako „Gigantosaurus“), později však byla určena příslušnost k titanosaurům. Tento mohutný býložravec je znám zatím pouze z území dnešní Tanzanie. Typový druh J. robusta byl popsán roku 1991 německým paleontologem Rupertem Wildem.

## Tělesné rozměry
Délka tohoto sauropoda mohla dosáhnout zřejmě 17 metrů a hmotnost zhruba 10 tun. Patřil tedy spíše k menším až středně velkým sauropodům.
Podle odhadů Paula Sandera vážil exemplář s katalogovým označením MFN 22 přibližně 7943 kg a délka jeho stehenní kosti činila 127 cm. Ročně přibýval na váze odhadem zhruba 447 kilogramů.

### Česká literatura
- SOCHA, Vladimír (2021). Dinosauři – rekordy a zajímavosti. Nakladatelství Kazda, Brno. ISBN 978-80-7670-033-8 (str. 96)